# Ophiogramma euctenachlora
Ophiogramma euctenachlora är en fjärilsart som beskrevs av Louis Beethoven Prout 1916. Ophiogramma euctenachlora ingår i släktet Ophiogramma och familjen mätare. Inga underarter finns listade i Catalogue of Life.